# Il turno
Il Turno (pt: A Bela Siciliana) é um filme italiano de 1981, realizado por Tonino Cervi. Baseado no romance homónimo de Luigi Pirandello

## Elenco
- Laura Antonelli: Stellina
- Vittorio Gassman: Ciro Coppa
- Paolo Villaggio: don Pepe Alletto
- Bernard Blier: don Marcantonio
- Gianni Cavina: Renato
- Milena Vukotic: Elena
- Lila Kedrova: Maria
- Giuliana Calandra: Rosa
- Turi Ferro: Don diego alcozér
- Luigi Lodoli: Giulio
- Tiberio Murgia: Paolo
- Colette Shammah: Dana